# 佐爾坦·塞萊西
佐爾坦·塞萊西（匈牙利語：Zoltán Szélesi；1981年11月22日—）是一位匈牙利足球運動員。在場上的位置是後衛。他現在效力於匈牙利足球甲級聯賽球隊烏伊佩斯特足球俱樂部。他也代表匈牙利國家足球隊參賽。